# ヘルマン・クレバース
ヘルマン・クレッバース（オランダ語: Herman Krebbers、1923年6月18日 - 2018年5月2日）は、オランダのヴァイオリン奏者。

## 経歴
1923年、オランダ・オーファーアイセル州ヘンゲローで生まれ、エーデ(Ede)で育った。10歳から15歳までオスカー・バックの弟子であったマルセル・カンデ・ハースに師事。才能を認められ、アムステルダムに移り、アムステルダム音楽院で学んだ。音楽院では、テオ・オロフと友人となった。
1937年に北オランダ・フィルハーモニー管弦楽団とヴィエニャフスキの協奏曲を演奏してデビュー。1943年、19歳でロイヤル・コンセルトヘボウ管弦楽団（旧アムステルダム・コンセルトヘボウ管弦楽団）と競演。1951年にテオ・オロフと共同でハーグ・レジデンティ管弦楽団のコンサートマスターに就任。
1962年にはロイヤル・コンセルトヘボウ管弦楽団のコンサートマスターに就任した。また、アムステルダム国立高等音楽院（旧王立スウェーリンク音楽院）のヴァイオリン教師として、フランク・ペーター・ツィンマーマン、エミー・ヴェルヘイ、天満敦子、玉井菜採、梅津美葉、山田晃子など、数多くの音楽家を弟子とした。
2018年5月2日にティルブルフで死去。94歳没。